# Demity
Demity (deutsch Demuth) ist ein Ort in der polnischen Woiwodschaft Ermland-Masuren und gehört zur Landgemeinde Płoskinia (Plaßwich) im Powiat Braniewski (Kreis Braunsberg).

## Geographische Lage
Demity liegt im Nordwesten der Woiwodschaft Ermland-Masuren, 14 Kilometer südöstlich der Kreisstadt Braniewo (Braunsberg).

## Geschichte
Das seinerzeitige Demuth war ein kleiner Gutsort und bestand aus mehreren großen und weniger großen Höfen. 1874 wurde der Ort als Gutsbezirk in den neu errichteten Amtsbezirk Tolksdorf (polnisch Tolkowiec) im ostpreußischen Kreis Braunsberg, Regierungsbezirk Königsberg, aufgenommen. Im Jahre 1910 zählte Demuth 125 Einwohner.
Am 30. September 1928 verlor Demuth seine Eigenständigkeit und wurde nach Tolksdorf (Tolkowiec) eingemeindet.
In Kriegsfolge wurde 1945 das gesamte südliche Ostpreußen an Polen überstellt. Demuth erhielt in diesem Zusammenhang die polnische Namensform „Demity“ und ist heute eine Ortschaft im Verbund der Gmina Płoskinia (Landgemeinde Plaßwich) im Powiat Braniewski (Kreis Braunsberg), von 1975 bis 1998 der Woiwodschaft Elbląg, seither der Woiwodschaft Ermland-Masuren zugehörig. Im Jahre 2021 zählte Demity 23 Einwohner.

## Religion
Demuth resp. Demity gehörte bereits vor 1945 zur römisch-katholischen Pfarrei Tolkowiec (Tolksdorf) im jetzigen Erzbistum Ermland. Außerdem war es bis 1945 Teil des Kirchspiels der evangelischen Pfarrkirche Mehlsack (polnisch Pieniężno) in der Kirchenprovinz Ostpreußen der Kirche der Altpreußischen Union, ist heute aber der Diözese Masuren der Evangelisch-Augsburgischen Kirche in Polen zugeordnet.

## Verkehr
Demity liegt an einer Nebenstraße, die von Tolkowiec (Tolksdorf) nach Lubnowo (Liebenau) führt.
Die nächste Bahnstation ist Jarzębiec (Schönau) an der Bahnstrecke Olsztyn Gutkowo–Braniewo.